# Prionofrontia
Prionofrontia is een geslacht van vlinders van de familie spinneruilen (Erebidae).

## Soorten
- P. anaerygidia Berio, 1984
- P. erygidia Hampson, 1902
- P. nyctiscia Hampson, 1926
- P. ochrosia Hampson, 1926
- P. strigata Hampson, 1926